# Контарини, Альвизе
Альвизе Контари́ни (итал. Alvise Contarini;24 октября 1601, Венеция — 15 января 1684, Венеция) — 106-й венецианский дож из знатного венецианского рода Контарини. Был избран на должность 26 августа 1676 года и правил семь с половиной лет вплоть до своей смерти. Он был восьмым и последним дожем из семьи Контарини (первым был Доменико I Контарини, избранный в 1043 году).
Его правление было мирным и спокойным, так как Венецианская республика всё так же восстанавливалась после войны за Крит (1645—1699). Однако, в последние дни правления Контарини, враждебность к Османской империи снова разожглась, и Венеция начала участвовать в седьмой Турецко-Венецианской войне, больше известной как Морейская война.

## Биография
Альвизе Контарини был третьим сыном Николо ди Бертуцци Контарини (1563—1648) и Елены ди Альвизе Микель и племянником Франческо Контарини, 95-го венецианского дожа, чьё правление длилось один год с 1623 по 1624 год. Альвизе Контарини не был женат, а посвятил всю свою жизнь служению Республике. Он был послом Венеции во Франции, Испании, Республике Соединённых провинций, а также при дворе папы римского. Король Франции даже наградил Контарини титулом рыцаря.
Во время своего пребывания на должности савио, Альвизе Контарини поддерживал ту партию Большого совета, которая выступала за продолжение войны за Крит с Османской империей.
После смерти Николо Сагредо 14 августа 1676 года казалось, что его преемником станет его известный брат Джованни Сагредо. Он быстро обеспечил себя голосами тридцати из сорока избирателей. Однако его соперники посчитали, что он добился этого мошенническим путём, и поэтому они взбунтовались. Обеспокоенный этим, Большой совет выбрал новых избирателей и они, встретившись 26 августа 1676 года, избрали дожем Альвизе Контарини в качестве компромиссного кандидата.

## Правление
Большая часть правления Альвизе Контарини была занята фестивалями и весельем, так что дож мало пользовался своими полномочиями. Однако он провёл серьёзную юридическую реформу в начале своего правления. Также тогда с Крита (тогда под османским контролем) было привезено множество новых мощей, которые были размещены в венецианских церквях.
В период правления Контарини было проведено несколько заметных нововведений. 25 июня 1678 года, венецианский математик Елена Корнаро Пископия стала первой женщиной в мире, получившей степень доктора философии (из Падуанского университета).
С точки зрения внешней политики, это были тревожные годы для Венеции. Венецианцы пристально следили за ходом Великой Турецкой войны и тем, как Османская империя, захватив территорию от монархии Габсбургов (включая весь Балканский полуостров), в конце концов была остановлена силами Яна III Собеского в битве при Вене 12 сентября 1683 года. Споры о вступлении в войну на стороне Габсбургов постоянно велись в 1683 году.
Альвизе Контарини умер 15 января 1684 года незадолго до того, как Венеция решила вступить в войну, которая стала началом Морейской войны. Он был похоронен в семейной капелле Контарини в церкви Сан-Франческо делла Винья. На могиле Альвизе Контарини стоит его бюст.